# Макаровська сільська рада (Шелаболіхинський район)
Мака́ровська сільська рада (рос. Макаровский сельский совет) — сільське поселення у складі Шелаболіхинського району Алтайського краю Росії.
Адміністративний центр та єдиний населений пункт — село Макарово.

## Населення
Населення — 409 осіб (2019; 520 в 2010, 735 у 2002).